# Myrmeleon formicarius
Fourmilion commun
Espèce
Myrmeleon formicarius, le fourmilion commun, est un insecte de l'ordre des Neuroptera (névroptères), de la famille des Myrmeleontidae.

## Description
L'adulte ressemble superficiellement à une libellule, mais dispose, au repos, ses ailes transparentes comme un toit à double versant qui recouvre le corps long de 35 à 45 mm ; il possède deux antennes en massue. Le dessus de la tête est noir ou brun.

## Répartition
Espèce parmi les plus communes en Europe, jusqu'au sud de la Scandinavie.

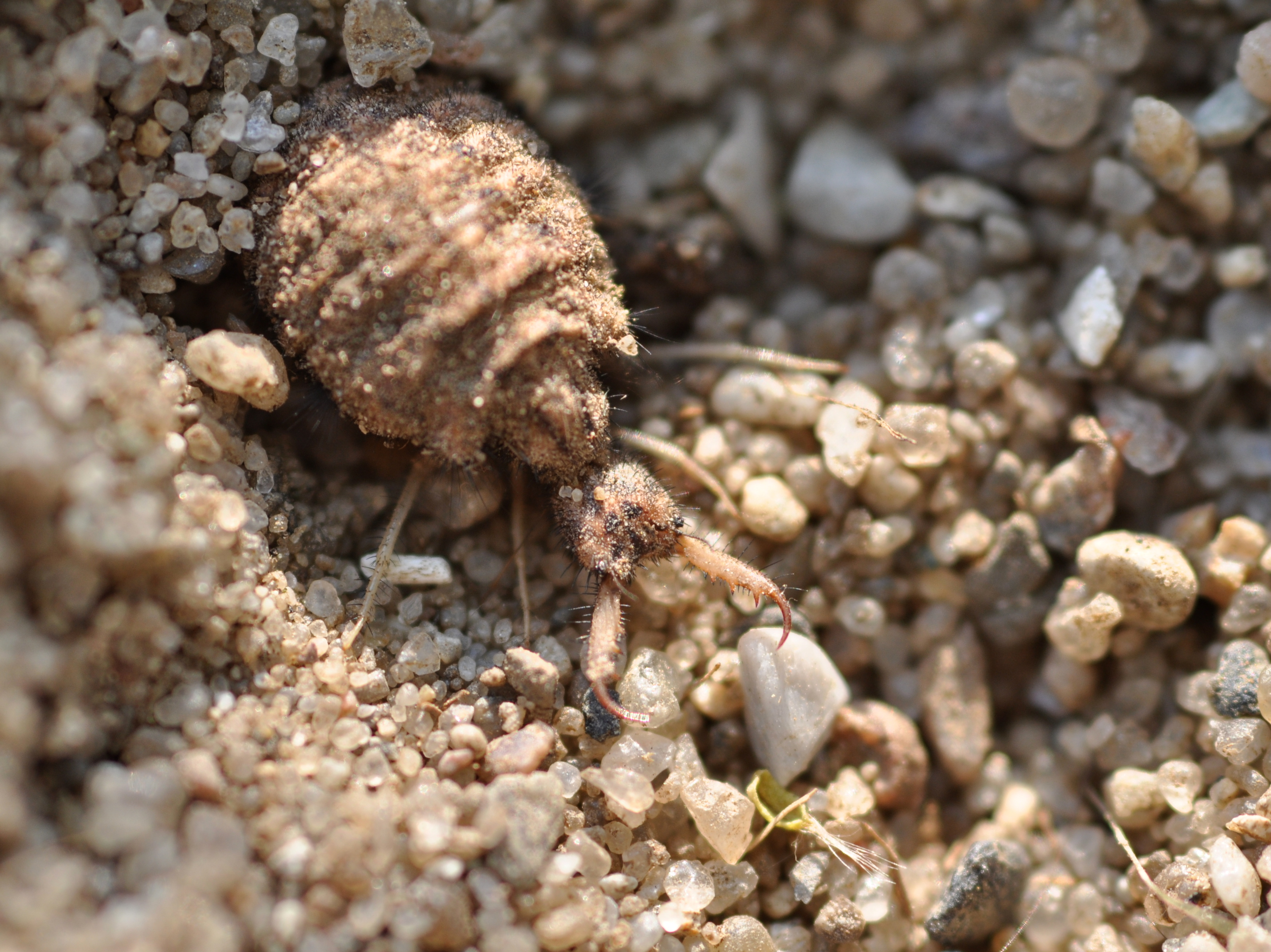
Larve photographiée à Hambourg (Allemagne)

## Biologie
Vit dans des zones dégagées et sèches. La larve creuse un entonnoir dans des terrains meubles, sablonneux (souvent à l'abri de la pluie) pour capturer de petits insectes (dont des fourmis). Elle se tient au fond de la cavité d'où émerge parfois la tête qui est prolongée de mandibules puissantes, recourbées, très mobiles et creuses. Au besoin, se servant de la tête comme d'une pelle, elle lance des grains de sable pour accélérer la chute de la proie. (On peut d'ailleurs initier cette réaction en manipulant une fine brindille à proximité du piège). Lorsque la proie est arrivée à bonne portée, la morsure a lieu, des enzymes sont injectés, la digestion mène à la liquéfaction des organes internes, le liquide nutritif est ensuite aspiré et la dépouille rejetée hors du piège.